# Clown (singel)
Clown – czwarty singel amerykańskiej formacji nu-metalowej Korn z debiutanckiego albumu. Teledysk nawiązuje do złych wspomnień Jonathana Davisa ze szkoły.

## Znaczenie
Do napisania utworu zainspirował go jeden z wczesnych koncertów zespołu, kiedy to pewien skinhead uderzył go w twarz, krzycząc Spierdalaj z powrotem do Bakersfield!. Tatuaże, jakie miał na sobie skojarzyły się samemu Davisowi z klaunem, stąd tytuł piosenki, a także słowa Hit me, clown, because I’m not from your town (pol. Uderz mnie, klaunie, bo nie jestem z twojego miasta).
Cytat z filmu Who then now? : 
Napisałem utwór o kolesiu z San Diego, który przyczepił się do mnie. „Wal się! Wracaj do Bakersfield!”. Cóż, nie zrozumiałem go i pochyliłem się a on mnie uderzył, ale nasz manager Jeff skopał mu tyłek.